# 溫莎華埠
溫莎華埠位於加拿大安大略省溫莎西端。 截至2012年，溫莎華埠是美國密芝根州底特律附近最大的華埠。
溫莎華埠形成於1961年，當時有500名華人，到1981年已增至5000多人。與渥太華華埠不同的是，該區域許多華人居民都是溫莎大學學生。